# Øverød
Øverød er en nordlig bydel i Storkøbenhavn beliggende i Holte-Nærum med 20.021 indbyggere  (2024). Øverød ligger øst for Kongevejen og Rude Skov samt nord for Søllerød Sø og var oprindelig en gammel landsby med eget bystævne. Den geografiske adskillelse mellem det centrale Holte og Øverød går i en nord-syd linje fra Søllerød Søs vestbred til Rude Skovs østside.
Bydelen ligger i Rudersdal Kommune (indtil kommunalreformen 2007 Søllerød Kommune) nord for Københavns Kommune, Gentofte Kommune og Lyngby-Taarbæk Kommune,
Fra Øverød er der ca. 20 kilometer til Rådhuspladsen.

## Historie
Øverød går tilbage til middelalderen. Endelsen -rød viser, at der er tale om en rydningsbebyggelse. Forleddet menes at være et mandsnavn. Øverød omtales første gang i Roskildebispens jordebog fra 1370 som Øbæruth.
I 1682 bestod landsbyen af 6 gårde og 10 huse uden jord. Det samlede dyrkede areal udgjorde 198,9 tønder land skyldsat til 37,81 tønder hartkorn. Dyrkningsformen var trevangsbrug. I 1635 var udsædens relative fordeling: 44% rug, 38% byg og 19% havre.
På grænsen til Søllerød oprettedes i 1721 den første skole, kaldet "Prinsesseskolen". Bygningen er bevaret og kaldes i dag Søbakkehuset.
Omkring 1766 anlagdes Kongevejen mellem København og Frederiksborg Slot og Hillerød et stykke vest for Øverød. Umiddelbart fik denne dog ingen nævneværdig betydning for området.
Omkring slutningen af 1700-tallet udflyttedes gårdene, og op gennem 1800-tallet steg antallet af bebyggelser, og der dannes en egentlig by i Øverød ved det oprindelige bystævne. I 1809 fik Øverød det lille Drewsens hospital, der fungerede som hospital for Søllerød Sogns fattigste indbyggere. Hospitalet havde navn efter Jørgen Christopher Drewsen (1746 – 1801), hvis enke testamenterede midler til bygningen af hospitalet. Det blev senere fattiggård og frem til 1921 var det børneasyl. Bygningen anvendes i dag til ældreboliger af Rudersdal Kommune.
I 1800-tallet udviklede Hanne Nielsen en osteproduktion på Havarthigården, og hun grundlagde dermed den kendte Havarti-ost.

### Stationsbyen
Med nordbanens anlæggelse i 1864 og etableringen af Holte Station opstod en ny stationsby, Ny Holte (senere blot Holte), og fra omkring århundredeskiftet steg indbyggertallet i Øverød. De to byer smeltede ret hurtigt sammen i begyndelsen af 1900-tallet.
Øverøds hovedvejstrækning var oprindelig Rudersdalsvej, og ikke som senere Øverødvej. Sidstnævnte anlagdes først efter etableringen af Holte Station.
Befolkningsudviklingen i Øverød: i 1906 boede der 598 indbyggere, i 1911 726 indbyggere, i 1916 763 indbyggere, i 1930 1.688 indbyggere, i 1935 1.959 indbyggere, i 1940 1.974 indbyggere, i 1945 1.929 indbyggere. Fra 1950 regnedes hele Søllerød Kommune som en forstad til København.

### Byudviklingsplanlægning
Den fremadskridende byudvikling fik også betydning for byplanlægningen. Da den såkaldte "Fingerplan" - Skitseforslag til Egnsplan for Storkøbenhavn - blev offentliggjort i 1947 med sit forslag om at samle den fremtidige byudvikling i hovedstadsområdet langs banelinjer, blev det også forudsat, at Øverød som en del af Holte kunne vokse og på længere sigt udgøre et sammenhængende forstadsområde sammen med Søllerød og Nærum stationsby. Fingerplanen førte til vedtagelse af byreguleringsloven i 1949, som forudsatte nedsættelse af et byudviklingsudvalg for Københavns-egnen til planlægning af den fremtidige byudvikling i Hovedstadsområdet i form af en såkaldt byudviklingsplan.
Den 6. oktober 1949 nedsattes et byudviklingsudvalg for Københavns-egnen, som den 2. maj 1951 offentliggjorde "Betænkning vedrørende Partiel Byudviklingsplan nr. 2 for Københavns-egnens byudviklingsområde". Da Holte havde station på Nordbanen,med S-togsbetjening, regnedes byen som et af de steder, der trafikmæssigt var hensigtsmæssigt for byudvikling, og under indtryk af, at området var byggemodnet i form af kloakering, og at byudviklingen forudsattes ikke at være i konflikt med frednings- og friluftsinteresser, blev hele det udpegede byudviklingsområde i tilknytning til Holte og fortrinsvis omfattende jorder under Øverød (Paradismarken) lagt i inderzone, det vil sige kunne bebygges når og hvis, kommunalbestyrelsen ønskede det.
Den oprindelige byudviklingsplan blev senere opdateret med "Betænkning vedrørende Partiel Byudviklingsplan nr. 7 for Københavns-egnens byudviklingsområde" fra 1966, som for Øverøds vedkommende dog kun med mindre reguleringer stadfæstede den tidligere plan og skete byudvikling. Som følge af byudviklingen er Øverød i dag domineret af det store parcelhuskvarter i Paradiskvarteret.

## Natur
Øverød er omgivet natur, idet bydelen følger Rude Skovs østgrænse, og bykvarteret skråner mod syd til Søllerød Sø. Det skrånende morænelandskab er skabt i istiden af en kæmpe smeltevandsflod under en gletsjer. Dalsænkningen var tidligere en mosestrækning, og hele Øverød er præget af mange små søer – således også i parcelhusområdet Paradiskvarteret, idet søerne skabte attraktive villagrunde. Øst for Øverød findes markarealer omkring Rygård, der skiller Øverød bymæssigt fra Gammel Holte.

## Historiske minder
Øverød bestod tidligere af 6 selvejende bøndergårde: Skovly, Paradisgård, Rygård, Højbjerggård, Havarthigård og Vejlegård. Alle navnene går i dag igen i Øverøds kvarters- og vejnavne. Gårdene lå oprindeligt samlet omkring Øverød bystævne. Resterne af bystævnet findes i det nuværende Øverød, på hjørnet af Øverødgårds vej og Suhmsmindevej, hvor der er 6 sten tilbage af de oprindeligt 6-7 sten.